# وادی الحیتان
وادی الحیتان (عربی: وادي الحيتان به معنی دره نهنگ‌ها) یک مکان مهم دیرینه‌شناختی در استان فیوم مصر است که حدود ۱۵۰ کیلومتری جنوب غرب قاهره واقع شده‌است.
این محل به دلیل وجود صدها سنگواره از برخی از اشکال اولیه نهنگ، یعنی شاخه منقرض‌شده کهن‌آب‌بازسانان، در ژوئیه ۲۰۰۵ در فهرست میراث جهانی یونسکو قرار گرفت.
این محوطه کهن، شواهدی را برای توضیح یکی از بزرگ‌ترین اسرار فرگشت نهنگ‌ها آشکار می‌کند: راز ظهور نهنگ به عنوان یک پستاندار اقیانوس‌پیما پس از زیست قبلی‌اش به عنوان یک جانور خشکی‌زی. هیچ مکان دیگری در جهان این اندازه سنگواره باکیفیت را در یک جا و با دسترسی خوب گرد هم ندارد.
اولین اسکلت‌های فسیلی نهنگ‌ها در این دره در زمستان ۱۹۰۲/۱۹۰۳ کشف شد. طی ۸۰ سال پس از آن، توجه نسبتاً کمی به این محل شد که دشواری رسیدن به منطقه از دلایل آن بود. در دهه ۱۹۸۰ با دسترسی آسانتر به وسایل نقلیه چهار چرخ محرک، توجه به این کاوشگاه از سر گرفته شد.
بزرگ‌ترین اسکلت پیدا شده در محل ۲۱ متر طول دارد، با باله‌های پنج‌انگشتی روی اندامهای جلو و وجود غیرمنتظره پاهای عقب، پا و انگشتان، که قبلاً در هیچ‌یک از کهن‌آب‌بازسانان دیده نشده بود. شکل این جانداران مارمانند بود و گوشتخوار بودند. تعداد کمی از این بقایای اسکلتی در معرض دید قرار دارند اما بیشتر آنها به صورت کم‌عمق در رسوبات دفن شده‌آند و به تدریج در اثر فرسایش کشف می‌شوند. دره نهنگان شواهدی از میلیون‌ها سال زندگی دریایی ساحلی را در خود جای داده‌است.

## گردشگری
از آنجا که بخشی از وادی الحیتان به یک مقصد گردشگری تبدیل شده‌است، گذرگاه‌هایی بین بقایای اصلی جانداران کهن آن ساخته شده و پناهگاه‌های کوچکی نیز بنا شده‌است. سالانه در حدود ۱۰۰۰ بازدید کننده به این منطقه سفر می‌کنند.
دولت مصر می‌گوید که در ماه ژوئیه سال ۲۰۰۷، دیپلمات‌های بلژیکی با راندن دو خودرو در منطقه منطقه حفاظت شده و ۱۰ میلیون دلار آمریکا به محل آسیب زده‌اند. دولت بلژیک می‌گوید هیچ خسارتی از جانب دیپلمات‌ها به محل وارد نشده‌است. این مسئله همچنان حل‌نشده باقی است.